# فرودگاه منطقه‌ای کسلتون رابرت میلر
فرودگاه منطقه‌ای کسلتون رابرت میلر (به انگلیسی: Casselton Robert Miller Regional Airport) یک فرودگاه همگانی بهره‌برداری هوایی است که یک باند فرود بتن دارد و طول باند آن ۱۱۸۹ متر است. این فرودگاه در کشور ایالات متحده آمریکا قرار دارد و در ارتفاع ۲۸۴ متری از سطح دریا واقع شده‌است.